# Il matrimonio del mio migliore amico
Il matrimonio del mio migliore amico (My Best Friend's Wedding) è una commedia romantica del 1997, diretta da P.J. Hogan, con Julia Roberts.
Le riprese del film si sono svolte dal 10 giugno al 19 settembre 1996.
Il film ha ricevuto recensioni generalmente positive da parte della critica ed è stato un successo al botteghino.
La canzone della colonna sonora di I Say a Little Prayer (For You) è stata reinterpretata dalla cantante Diana King ed ha fortemente caratterizzato il film, rendendola una hit della Billboard Top 100. La colonna sonora ha caratterizzato diverse canzoni di Burt Bacharach e Hal David.

## Trama
La ventisettenne Julianne Potter, critica gastronomica newyorkese, riceve una telefonata dal suo amico da una vita Michael O'Neal, con il quale al college fece un accordo: se nessuno dei due fosse convolato a nozze entro i ventott'anni, si sarebbero sposati tra di loro. Tre settimane prima del ventottesimo compleanno Michael le annuncia che di lì a quattro giorni sposerà Kimberly Wallace, detta Kimmy, studentessa universitaria ventenne di Chicago, di famiglia benestante.
Julianne è delusa dal fatto che egli si sposerà con qualcuno di così sbagliato per lui, che conosce da poco tempo. Si rende conto di essere innamorata di lui e corre a Chicago, intenzionata a sabotare il matrimonio. Poco dopo il suo arrivo incontra Kimmy, che le chiede di essere la damigella d'onore e ciò mette in moto un piano in cui Julianne deve fingere di essere una premurosa damigella d'onore, mentre sta segretamente tramando per impedire la celebrazione del matrimonio: ad esempio, porta Kimmy e Michael a un bar con il karaoke, dopo aver scoperto che la ragazza è terribilmente stonata, chiede poi al suo amico gay ed editore George Downes di far finta di essere il suo fidanzato, sperando così di fare ingelosire Michael.
Quando queste tattiche non funzionano, George convince Julianne a fare l'ovvio: dire a Michael di essere innamorata di lui. Una mattina il futuro sposo trova Julianne da sola e le dice che sarà l'ultima volta che potranno rimanere soli; lui esprime un certo scetticismo nello sposare Kimmy, spiegando che lui e la ragazza non hanno una canzone speciale come invece hanno lui e Julianne. Michael invita discretamente l'amica a confessare di essere innamorata di lui, ma lei lascia "sfumare il momento". Egli inizia a cantare la loro canzone e afferra Julianne, tenendola tra le braccia, mentre ballano per l'ultima volta. La giovane manda un'e-mail al datore di lavoro dell'amico senza autorizzazione, utilizzando il computer del futuro suocero, e provoca così ulteriori problemi a Michael e Kimmy, al punto che lui vuole annullare il matrimonio.
La mattina seguente è il giorno delle nozze, ma Julianne cerca di sabotare ulteriormente la situazione; visto che Michael e Kimmy non si parlano, comunicano tra di loro usando l'amica, non rendendosi conto che è proprio lei a manipolarli, la quale cerca il modo di farli separare per sempre. Nonostante ciò, Michael e Kimmy si amano e, dopotutto, vogliono ancora sposarsi. Julianne e Michael fanno una passeggiata ed ella finalmente gli confessa di essere innamorata di lui, chiedendogli di sposare lei, per poi baciarlo appassionatamente. Kimmy assiste alla scena e fugge in lacrime, subito rincorsa dal fidanzato.
Julianne lo insegue, lamentandosi al telefono con George, il quale cerca di farle capire che ormai è arrivato il momento di arrendersi: Michael ama Kimmy, non lei. La critica gastronomica trova l'amico alla stazione di Chicago, arrivato fin lì per cercare Kimmy, e gli confessa di aver scritto la lettera per il suo capo; nonostante sia arrabbiato, Michael la perdona. Alla fine Julianne rintraccia Kimmy nel bagno del Comiskey Park, in lacrime e furiosa con lei. Alcune donne assistono al loro litigio e si schierano subito con Kimmy, disgustate dai tranelli tesi dalla newyorkese. Quest'ultima, tuttavia, si scusa e spiega a Kimmy che Michael non ha affatto contraccambiato il bacio che si sono dati, perché non l'ama. Julianne dichiara che Kimmy ha vinto e accetta la decisione di Michael. Le due donne, così, si riconciliano con un abbraccio e le donne nel bagno le applaudono commosse.
Dopo il matrimonio, alla reception Julianne "autorizza" Michael a ballare la loro canzone speciale con Kimmy fino a quando la coppia non ne avrà una propria, augura loro il meglio e si dicono addio, andando finalmente avanti con le loro vite, questa volta separatamente. Più tardi George, alla fine delle nozze, fa una sorpresa all'amica, che rimane stupita di vederlo e ballano e ridono insieme.

## Cast
- Julia Roberts è Julianne "Jules" Potter, critica gastronomica, newyorkese, ventisettenne e dal carattere forte e indipendente. Capisce di essere innamorata del suo migliore amico Michael e cerca di riconquistarlo dopo che questi ha deciso di sposare qualcun altro.
- Dermot Mulroney è Michael O'Neal, giornalista sportivo, migliore amico di Julianne e fidanzato di Kimmy Wallace. Pur essendo molto innamorato di quest'ultima, non nasconde di essere ancora attratto da Julianne, ma non prova più amore per lei, soltanto una forte amicizia.
- Cameron Diaz è Kimberly "Kimmy" Wallace, fidanzata aristocratica di Michael, bella, dolce, solare e romantica e ha una guida spericolata. Le manca un anno alla laurea in architettura, ma decide di non concludere gli studi per poter stare con Michael nei suoi numerosi viaggi di lavoro, anche se probabilmente alla fine cambia idea.
- Rupert Everett è George Downes, amico gay di Jules, editore e comico, che finge di essere il fidanzato di Julianne, per provare a far ingelosire Michael, nonostante non sia d'accordo. Kimmy è una sua grande fan.
- Philip Bosco è Walter Wallace, marito di Isabelle, padre di Kimmy e futuro suocero di Michael. È un ricco uomo d'affari che possiede la Chicago White Sox, una famosa squadra di baseball.
- M. Emmet Walsh è Joe O'Neal, padre di Michael e Scotty O'Neal e futuro suocero di Kimmy. Ha suggerito lui Jules come testimone di nozze di Michael, ma lui ha optato, invece, per Scotty.
- Rachel Griffiths è Samantha Newhouse, sorella gemella di Mandy ed una delle damigelle d'onore di Kimmy.
- Carrie Preston è Mandy Newhouse, sorella gemella di Samantha ed una delle damigelle d'onore di Kimmy.
- Susan Sullivan è Isabelle Wallace, moglie di Walter, madre di Kimmy e futura suocera di Michael.
- Christopher Masterson è Scotty O'Neal, il figlio più giovane di Joe, fratello minore di Michael e futuro cognato di Kimmy. Ricopre il ruolo di testimone di suo fratello al suo matrimonio, nonostante Michael non si fidi molto di lui.
- Paul Giamatti è Richard, un fattorino dell'hotel in cui alloggia Jules a Chicago e con cui condivide una sigaretta mentre la consola in un momento di sconforto.

## Distribuzione
Il film è al n °2 al box-office nordamericano, facendo $ 21,678,377 di dollari nel suo weekend di apertura, dietro a Batman & Robin. In Italia incassò in totale € 12.000.000. È rimasto nella top 10 settimanale americano box-office per sei settimane consecutive, e alla fine ha guadagnato $ 127.120.029. I mondiali lordi stand totale a $ 299.288.605 (elencati come uno dei 10 più grandi film del 1997 sia a livello nazionale e in tutto il mondo).

## Premi e riconoscimenti
- Premio Oscar
  - 1998: Nomination - Migliore colonna sonora di James Newton Howard
- Golden Globes
  - 1998: Nomination - Miglior film commedia o musicale
  - 1998: Nomination - Miglior attore non protagonista a Rupert Everett
  - 1998: Nomination - Migliore attrice in un film commedia o musicale a Julia Roberts
- Satellite Award
  - 1997: Nomination - Miglior film commedia o musicale
  - 1997: Nomination - Miglior attrice in un film commedia o musicale a Julia Roberts
  - 1997: Nomination - Miglior attrice non protagonista in un film commedia o musicale a Cameron Diaz
  - 1997: Vinto - Miglior attore non protagonista in un film commedia o musicale a Rupert Everett
- MTV Movie Awards
  - 1998: Nomination - Miglior performance rivelazione a Rupert Everett
  - 1998: Nomination - Miglior performance comica a Rupert Everett
  - 1998: Nomination - Miglior performance femminile a Julia Roberts
- BAFTA Awards
  - 1997: Nomination - Miglior attore non protagonista a Rupert Everett
- American Comedy Award
  - 1997: Vinto - Attore non protagonista più divertente a Rupert Everet